# South Basildon and East Thurrock
Circonscription parlementaire de la Chambre des communes
South Basildon and East Thurrock est une circonscription située dans l'Essex, et représentée à la Chambre des communes du Parlement britannique depuis 2024 par James McMurdock du Reform UK.

## Géographie
La circonscription comprend la partie est de l'autorité unitaire de Thurrock et la partie sud de la ville de Basildon.

## Membres du Parlement
| Législature                                                                | Années      | Député | Député           | Parti        |
| -------------------------------------------------------------------------- | ----------- | ------ | ---------------- | ------------ |
| South Basildon and East Thurrock issue de Basildon, Billericay et Thurrock |             |        |                  |              |
| 55e                                                                        | 2010–2015   |        | Stephen Metcalfe | Conservateur |
| 56e                                                                        | 2015–2017   |        | Stephen Metcalfe | Conservateur |
| 57e                                                                        | 2017–2019   |        | Stephen Metcalfe | Conservateur |
| 58e                                                                        | 2019–2024   |        | Stephen Metcalfe | Conservateur |
| 59e                                                                        | Depuis 2024 |        | James McMurdock  | Reform UK    |

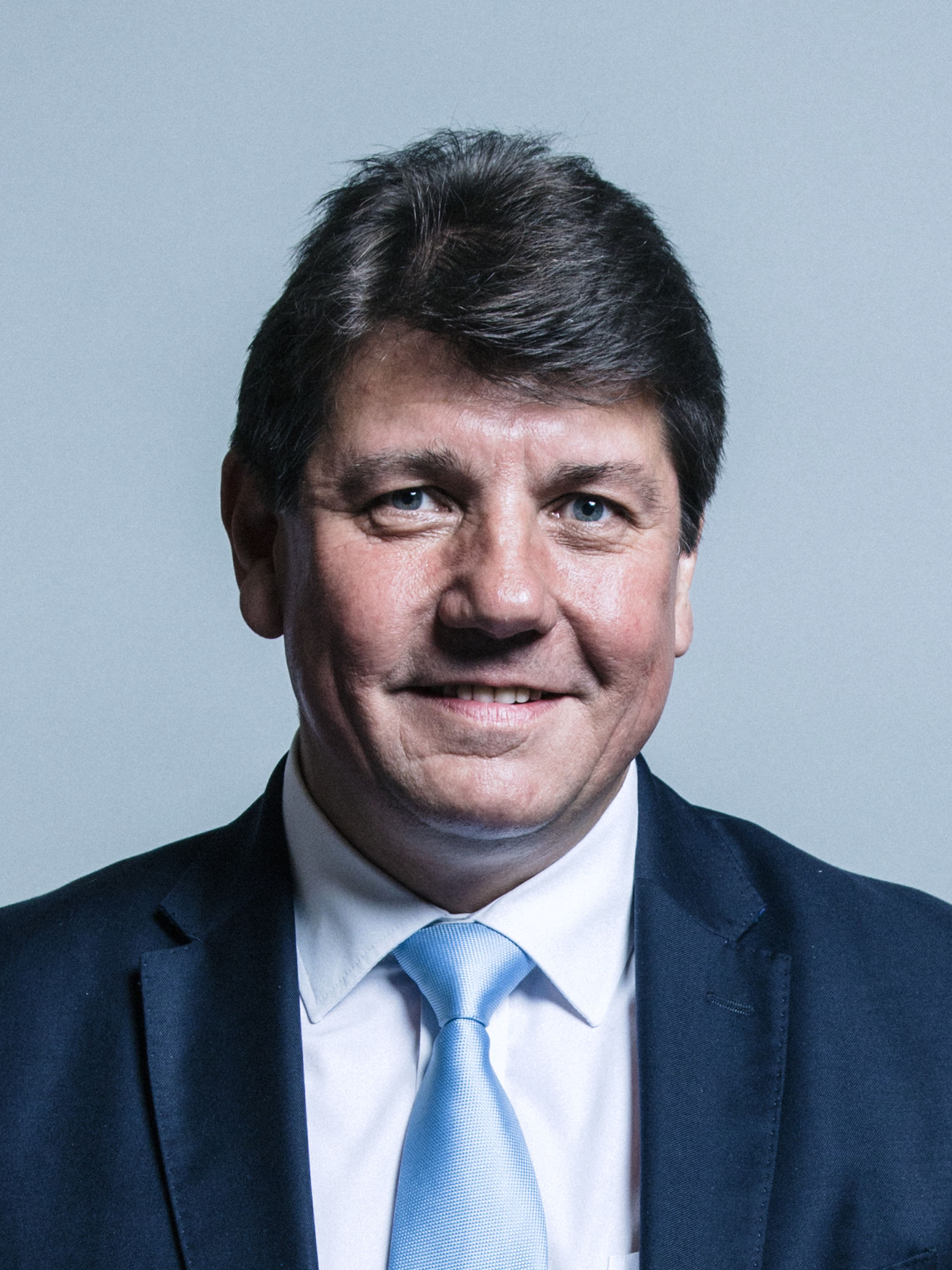
Stephen Metcalfe (2010–2024)